# 蓋·莫西
蓋·莫西（英語：Guy Moshe），以色列男導演、編劇、製片人、剪輯師及演員。作品以美國電影為主；首部長片執導作《荷莉》於2006年上映，獲得外界正面居多的評價。之後執導了口碑好壞兩極分化的動作片《聖戰屠魔》。

## 早年
蓋·莫西生於特拉维夫区拉马特沙龙。1997年赴美國紐約市的亨特學院學習電影和哲學。莫西回憶道：「主要是因視效挑戰和預算，在最後一刻我意識到無法在以色列製作自己想拍的電影。」2001年，莫西為亨特學院拍攝的最後一部畢業電影在美國的電影節放映後，決定搬到洛杉磯，帶著夢想賣給製作公司和執導的兩份藝術劇本；這些計劃並未實現，甚至在此創作的劇本最終未能拍成電影。

## 個人生活
莫西已婚，育有兩個孩子。

## 作品列表
| 年份 | 標題               | 職位 | 職位       | 職位 | 附註                            |
| 年份 | 標題               | 導演 | 製片       | 編劇 | 附註                            |
| ---- | ------------------ | ---- | ---------- | ---- | ------------------------------- |
| 1999 | 《少女與季風》     |      |            |      | 場地助理                        |
| 2002 | 《》               | 是   | 是         | 是   | 短片；兼剪輯師和演員            |
| 2006 | 《荷莉》           | 是   | 是         | 是   | 提名-蒙特利爾世界電影節金天頂獎 |
| 2010 | 《聖戰屠魔》       | 是   |            | 是   |                                 |
| 2013 | 《世界再見》       |      | 是         |      |                                 |
| 2015 | 《嗜血灰熊》       |      |            | 是   |                                 |
| 2016 | 《絕境逃脫》       |      | 是         |      |                                 |
| 2016 | 《獵殺星期四》     |      | 是         |      |                                 |
| 2020 | 《2048永生戰》（LX 2048） | 是   | 是         | 是   | 兼剪輯師                        |
| 2022 | 《囚犯之女》       |      | 執行製片人 |      |                                 |
| TBA  | 《復仇之旅》（The Last Draw of Jack of Hearts）   | 是   | 是         | 是   |                                 |

## 外部連結
- 蓋·莫西在互联网电影资料库（IMDb）上的資料（英文）